# Bompreço
O Bompreço Supermercados do Nordeste Ltda., conhecido popularmente pelo nome de Bompreço ou Super Bompreço, foi uma rede varejista que atuou em todos os estados do Nordeste do Brasil, chegando a ter mais de 90 supermercados. Teve sede na cidade do Recife, e pertence atualmente ao Grupo Carrefour Brasil.

## História

### Fatos antecessores
A história do BIG Bompreço começou em 1935, com uma pequena loja de alimentos estabelecida por Pedro Paes Mendonça em Serra do Machado, município de Ribeirópolis, no interior de Sergipe. Era uma mercearia pequena, porém com um sortimento adequado para as necessidades da população local. Estava lançada a semente de uma grande rede de supermercados que viria a chamar-se BIG Bompreço.
Ainda em Serra do Machado, nasceu João Carlos Paes Mendonça, filho de Pedro e Maria Paes Mendonça, que iria liderar a empresa a partir de 1959. João Carlos Paes Mendonça aprendeu com o pai o ofício de vender, observando como ele atendia os clientes e se antecipava a suas expectativas.
Cada vez que o sucesso parecia definitivo, Paes Mendonça iniciava a construção de algo maior, num eterno recomeçar. Quando seu primeiro armazém em Aracaju já se tornara um próspero negócio, resolveu abrir uma filial em Propriá, no interior sergipano.

Logo do BIG Bompreço (extinto)

### Fundação e evolução
Anos depois, em 1965, com uma posição social invejável em Sergipe, largou tudo para dar aquele que seria o maior e mais arriscado passo de sua carreira: a mudança para o Recife com o objetivo de abrir o primeiro supermercado. A empresa chegou ao Recife, capital pernambucana, inaugurando em 2 de julho de 1966, no bairro da Casa Amarela, o primeiro supermercado com a marca Bompreço. Nos anos seguintes foram abertas várias outras lojas, estabelecendo-se a rede Bompreço de supermercados e hipermercados.
Na década de 1970 a rede começou a se expandir e, não apenas em Pernambuco, abriu supermercados e hipermercados em outros estados do Nordeste. Nesse período de expansão, o slogan "Orgulho de ser nordestino" foi incorporado à rede.
Em 1982 foi lançado o Hipercard, sendo este o cartão de crédito que assumiu uma sólida posição de liderança no Nordeste do Brasil.
No ano de 1996, o grupo holandês Ahold adquiriu 50% do controle acionário, possibilitando forte crescimento do grupo ao comprar em 1997 a rede Supermar, proprietária de diversas lojas remanescentes da antiga rede de supermercados Paes Mendonça, que pertencera a Mamede Paes Mendonça, tio de João Carlos Paes Mendonça.

### Aquisição pelo Walmart Brasil
Em 1998, o Bompreço vendeu todas as suas unidades no Estado do Pará para a rede de supermercados Líder (líder local no segmento). O grupo JCPM, do empresário João Carlos Paes Mendonça, vendeu o resto de sua participação no Bompreço, passando ao grupo holandês Ahold o controle integral da empresa no ano 2000. Em virtude de dificuldades financeiras nos Estados Unidos, a Ahold decidiu se desfazer de seus negócios na América Latina no ano de 2003, concluindo a venda do Bompreço para a rede norte-americana Walmart em março de 2004. Nessa ocasião, a rede nordestina ocupava a terceira posição no ranking nacional, com um total de 118 lojas.

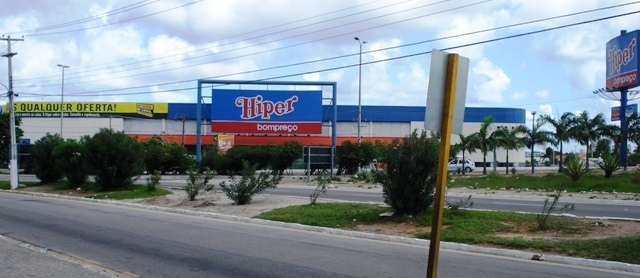
Hiper Bompreço em Natal

Visando a um processo de unificação em suas operações, o grupo Walmart Brasil começou a extinguir gradualmente a bandeira Hiper Bompreço, buscando converter as suas unidades em hipermercados Walmart Supercenter. Quatro unidades desta bandeira, situadas na capital pernambucana, foram remodeladas antes do final de 2017.
Segundo o Walmart Brasil, a mudança das unidades Hiper Bompreço para Walmart Supercenter seria gradual e deveria levar três anos para ser completada.
De igual maneira, a bandeira supermercadista também passaria por este processo, cuja projeção de finalização estava estipulada para o ano de 2021. O nome Bompreço seria, então, substituído por Walmart Supermercados, o que não foi concluído.

### Venda para o Advent International
Em junho de 2018, a divisão brasileira do Walmart (englobando WMS Brasil, Bompreço, as lojas Walmart e Veraneio) teve sua operação 80% adquirida pelo fundo norte-americano Advent International. Esta ação por parte do Walmart visou a nova proposta da empresa, buscando concentrar-se em países que considera como mais rentáveis.
As ações de reestruturação iniciadas pelo Walmart Brasil encontravam-se em estado de pausa desde junho de 2018, uma vez que o novo grupo mandatário estava em fase de estudos sobre o futuro acerca das operações recentemente adquiridas.
A partir de então, a marca Walmart deixou de existir, sendo gradualmente trocada pelas marcas regionais BIG (já existente, para atuar nos mercados do Sul e do Sudeste), BIG Bompreço (criada na junção do BIG e do Bompreço, para atuar nos mercados do Nordeste), Super Bompreço e outras. O nome corporativo Walmart foi substituído para Grupo BIG. As mudanças foram concluídas em 2021, quando as últimas lojas foram convertidas para as novas bandeiras. A justificativa dada para o encerramento do uso da marca Walmart foi o fato de a filial brasileira pagar aos americanos 0,7% das suas vendas em forma de royalties pela marca global.

### Aquisição pelo Carrefour e Grupo Mateus
Em 24 de março de 2021 foi anunciada a aquisição das operações do Grupo BIG pelo Grupo Carrefour Brasil, no valor de R$ 7,5 bilhões de reais. As unidades Maxxi serão convertidas em Atacadão e as lojas BIG Bompreço e Super Bompreço em Sam's Club, Atacadão e Carrefour. 70% da transação será paga em dinheiro e 30% por meio da emissão de novas ações do Carrefour (CRFB3). O acordo de compra prevê adiantamento de R$ 900 milhões de reais ao Grupo BIG, além de participação de 67,7% do Grupo Carrefour, 7,2% da Península Participações e 5,6% da Advent e do Walmart juntos.
Em 6 de junho de 2022 a operação foi concluída, e o Carrefour passou a administrar o Super Bompreço e o BIG Bompreço, que serão convertidos em outras bandeiras do grupo.
Em 19 de março de 2023, o grupo Mateus anunciou a conclusão da conversão dos vários hipermercados BIG Bompreço ao vários atacados Mix Mateus. O pacote faz parte das 14 lojas que o Cade determinou que o Carrefour vendesse, para avançar na transação de compra do Grupo Big.
Em 30 de junho de 2023, o Grupo Carrefour anunciou a conclusão da conversão de 129 lojas anteriomente pertencentes ao Grupo BIG seis meses antes do previsto. As conversões originaram 76 lojas Atacadão, 48 Hipermercados Carrefour e 5 Sam's Club. Com isso foram extintas totalmente as bandeiras Maxxi Atacado, Hipermercado BIG e Hipermercado BIG Bompreço, permancendo apenas as bandeiras Super Bompreço, Nacional e TodoDia.
O BIG Bompreço foi extinto após a compra do Grupo BIG em julho de 2023. 
Em 2025 com o fechamento de seus últimos supermercados Super Bompreço, a marca Bompreço deixa de existir marcando o fim de suas atividades. 

## Sobre a rede

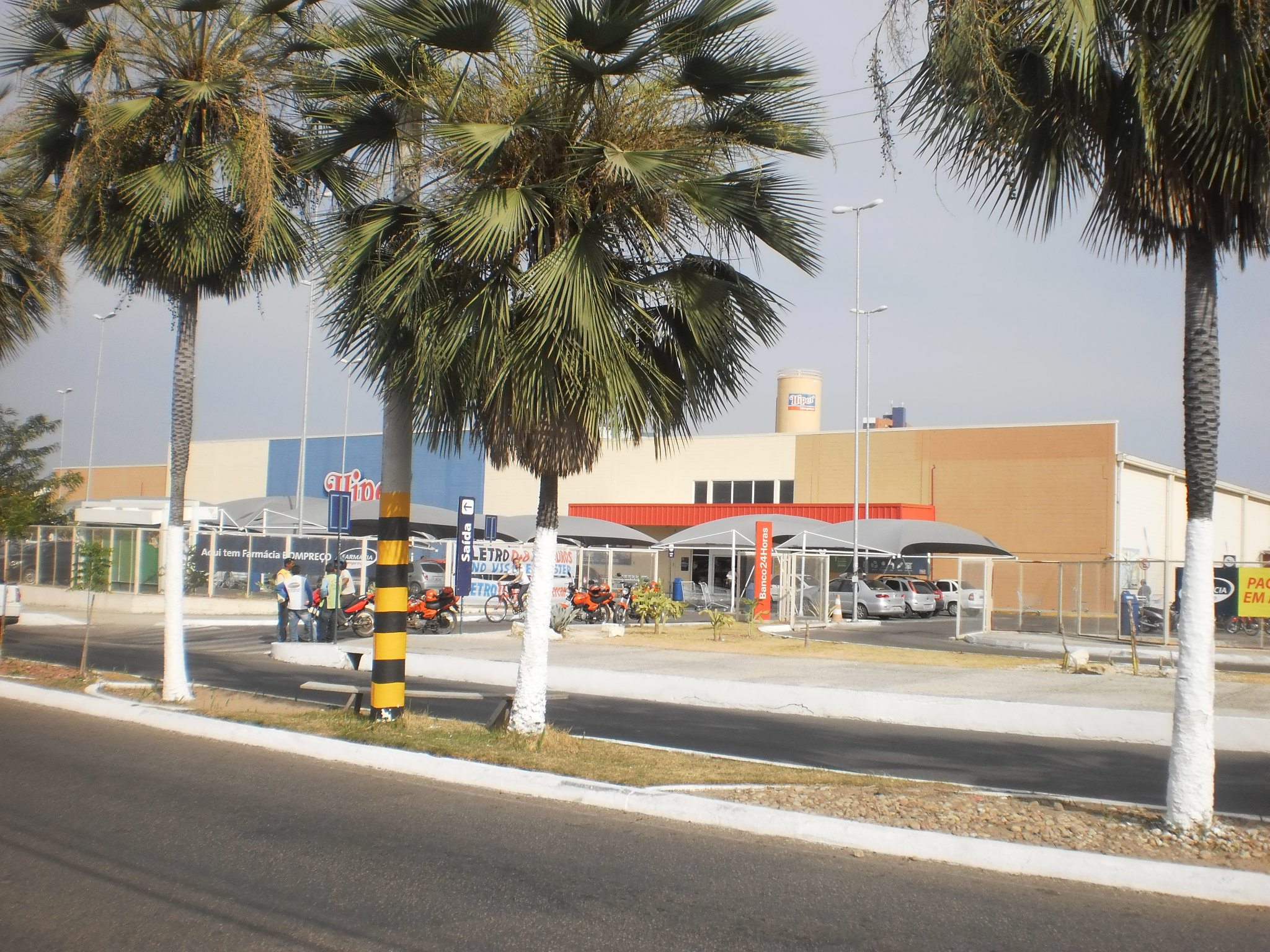
Hiper Bompreço em Mossoró

A rede BIG Bompreço mantém lojas em estados do nordeste brasileiro (sendo eles Pernambuco, Maranhão, Piauí, Ceará, Rio Grande do Norte, Paraíba, Alagoas, Sergipe e Bahia). Suas unidades trabalham com a venda de produtos marca própria, sendo que algumas de suas filiais contam com farmácias da rede, praças de alimentação, lojas, atendimento ao cliente, casas lotéricas e caixas eletrônicos.
Fazendo parte do grupo Walmart Brasil, eram empregadas cerca de oitenta mil pessoas. No total, este grupo ocupou a terceira posição no ranking da Associação Brasileira de Supermercados (Abras). Com operações nas regiões sul, sudeste, nordeste e centro-oeste do país, o Walmart Brasil possuiu centros de distribuição e administrações logísticos de perecíveis localizados nas cidades de Recife, Salvador, Barueri, Porto Alegre e Curitiba.

### Programa de fidelização BomClube
O BomClube, programa de fidelização do Bompreço criado em 1996, teve as suas atividades encerradas no dia 31 de dezembro de 2010. Contava com cerca de 4,5 milhões de associados em todo o Brasil.
Neste programa, os clientes associados ganhavam pontos de acordo com o valor gasto em compras nas unidades da rede Bompreço ou ao pagarem faturas do cartão de crédito Hipercard. A pontuação variava de acordo com os valores gastos em compras e no pagamento das faturas, e estes mesmos pontos acumulados ofertavam a troca equivalente por diversos itens.
O fim deste programa resultou no encerramento das parcerias com o site de compras coletivas Me Dá Um Desconto e o Multiplus Fidelidade, bem como também com rede de empresas e programas de fidelização que incluía a Livraria Cultura, os postos de combustíveis Ipiranga, a Oi, a TV por assinatura Sky e a TAM. O pagamento da fatura do Cartão Hipercard também deixou de acumular pontos.

### Controle acionário
No ano de 1998, o Paes Mendonça vendeu parte de seu controle acionário ao grupo holandês Royal Ahold, que em 2000 assumiu o controle proprietário. Em 2004, o Bompreço passou a ser administrado pelo grupo norte-americano Walmart, em um negócio cujas cifras ficaram próximas dos 300 milhões de dólares.
O cartão próprio (Hipercard), de aceitação em todo o Nordeste do Brasil, passou para o controle do Unibanco. O mesmo teve aceitação nacional, desde a fusão do Unibanco com o Itaú.

### Bloco da parceria
Até meados de 2003, durante a época de carnaval, o Bompreço promovia nas cidades de Aracaju, Recife, Maceió, Campina Grande e Salvador o Bloco da Parceria, que surgiu com o objetivo de ser uma confraternização entre os funcionários, parentes e associados do Bompreço. No Recife desfilava no domingo da semana pré-carnavalesca.

### Tipos de lojas
Esta utiliza dois tipos básicos de lojas em sua operação:
- Supermercado, sob a denominação Super Bompreço.[33]
- Hipermercado, sob a denominação BIG Bompreço.[3]

Existiam também outras bandeiras do grupo:
- TodoDia (extinta);
- HiperCenter (extinta);
- HiperMagazine (extinta).